# Francis Camps
Francis Edward Camps (28 de junio de 1905 – 8 de julio de 1972) Royal College of Physicians (FRCP), Royal College of Pathologists (FRCpath), fue un famoso patologista inglés, conocido y reconocido por el estudio de casos relativo al asesino serial John Christie, así como por el estudio relativo al sospechoso de asesinatos en serie John Bodkin Adams.

## Formación y primera etapa de vida
Nació en Teddington, Middlesex, hijo del Dr Percy William Leopold Camps (1878 - 1956), un médico general y también cirujano.
Se educó en el Marlborough College, y luego hizo su práctica médica en el Guy's Hospital. Sus estudios de posgrado los siguió en la Liverpool School of Tropical Medicine en Gran Bretaña y en Suiza en la Université de Neuchâtel.

## Carrera profesional
En 1935, Camps decidió especializarse en patología, y aceptó un puesto de patólogo en el Chelmsford and Essex Hospital.
Fue profesor de Medicina forense en la London Hospital Medical School desde 1954 hasta 1963, así como Presidente de la International Association of Forensic Scientists desde 1963 hasta 1966.
También fue consultor honorario del ejército a partir de 1964, así como Past-Presidente de la Asociación Británica para el Avance de la Ciencia (British Science Association), y Secretario General de la Academia británica de ciencias forenses (British Academy of Forensic Sciences).
Por cierto, el Profesor Camps es autor de una gran cantidad de trabajos sobre medicina forense y sobre práctica forense.

## Trabajo como médico-legal

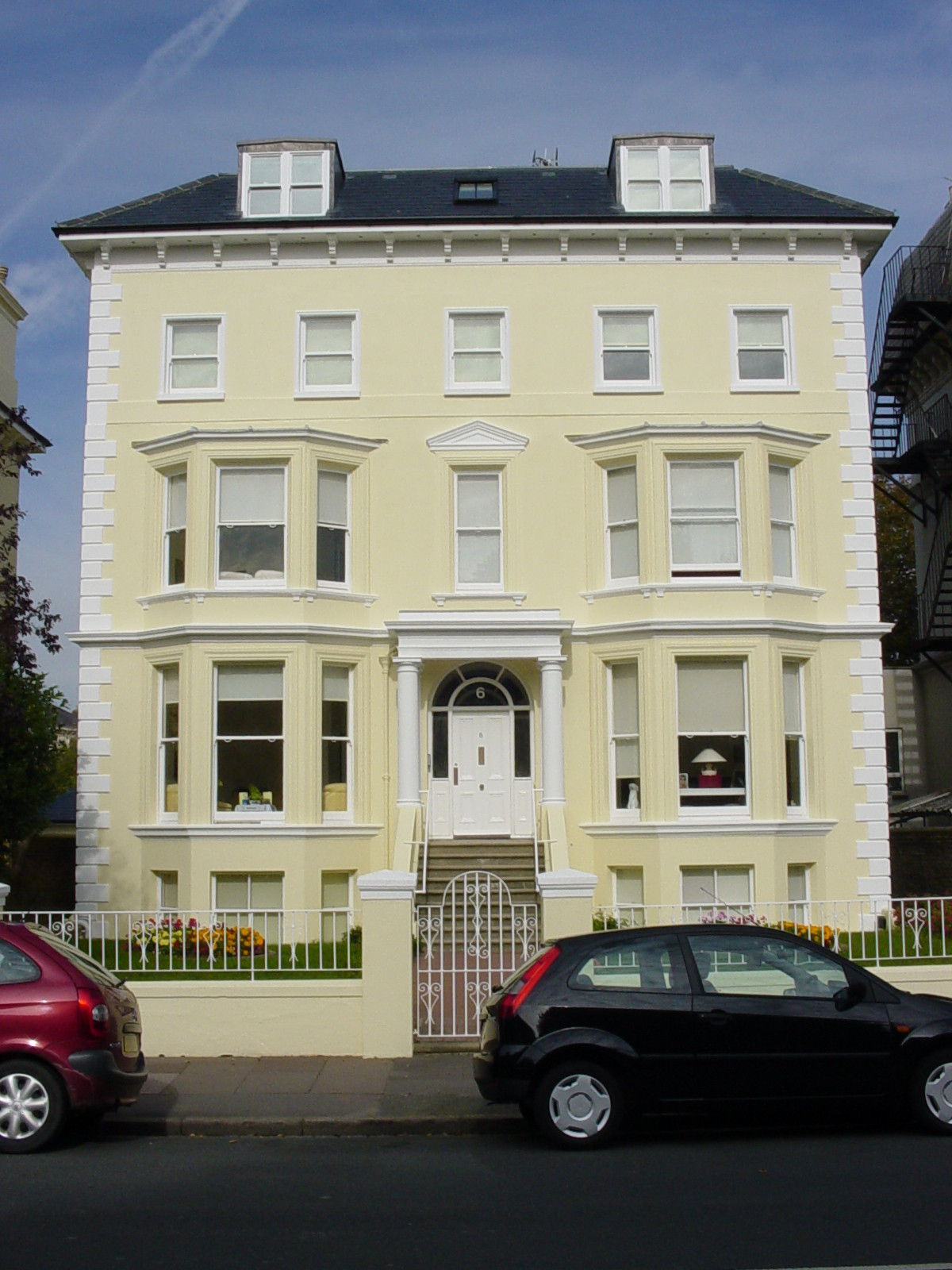
Casa donde John Bodkin Adams vivió entre 1929 y 1983.

Entre otros, puede mencionarse que Camps trabajó en el caso de John Bodkin Adams de 1956 (imputado identificado como que dio muerte sin dolor a 163 personas), y naturalmente luego participando como experto judicial en el juicio llevado a cabo al año siguiente. Adams también era médico, y en 1956 estuvo acusado de haber asesinado a una de sus pacientes, aunque de este delito fue absuelto por falta de evidencias y falta de motivos, además de otras incertidumbres.

## Caso del10 Rillington Place
Camps proporcionó evidencia durante el juicio de John Christie en 1953, a través de un reporte detallado y completo de los cuerpos encontrados en el número 10 de Rillington Place. Los cuerpos estaban bien conservados, y la información pertinente se podía deducir de su condición. El reporte mostraba un patrón consistente de los ataques: la mayoría de las víctimas habían sido abusadas sexualmente y estranguladas.
Beryl y Geraldine Evans fueron estranguladas, y sus cuerpos fueron exhumados para volver a examinarse para el juicio de John Christie. 
Algunos restos óseos estaban enterrados en el jardín trasero de Rillington Place (entre otros, un hueso del muslo visiblemente apoyado en una pequeña valla); ellos proporcionaban poca información, pero aun así permitieron identificar a las mujeres involucradas.
Se plantearon dudas en el sentido que tal vez Christie no había asesinado a todos, y que Timothy Evans fuera totalmente inocente, y por ello fue erróneamente ejecutado. Pero se necesitaron varios años para establecer la verdad de la cuestión. El forense así como los testimonios de los testigos, apuntaban a un grave error judicial; al menos así fue evaluado por una serie de abogados y políticos, con posterioridad a los acontecimientos.
También hubo varios periodistas y analistas, entre ellos Ludovic Kennedy, que tempranamente señalaron las muchas contradicciones y errores en el caso.
La inocencia de Timothy Evans es actualmente aceptada, tanto por los expertos, como por la gente en general, y como por la propia Corona británica. 
El caso referido fue uno de los más recientes y prominentes errores judiciales, que llevaron a la abolición de la pena capital por asesinato en Inglaterra, Escocia, y Gales, en 1965.

## Otros casos
Francis Camps también investigó varias muertes por intoxicación con monóxido de carbono, entre las cuales cerca de la mitad se trataron de suicidios en los años 1950, cuando el gas de alumbrado aún estaba ampliamente disponible en muchos hogares británicos; luego, en la década de los años 1960, el gas natural menos tóxico fue sustituyendo progresivamente al gas de alumbrado, y entonces la tasa de suicidios en Gran Bretaña cayó en casi un tercio, para luego mantenerse relativamente estable.
Los análisis de Camps sobre el problema de identificar el gas después de la muerte del sujeto, fueron 
publicados póstumamente en su autobiografía, junto con otros de los casos por él analizados, la momia de Rhyl (Gales), y el asesinato de la cabina del taxi de Colchester ocurrido en Essex. En este mismo escrito, y como no podía ser menos, Camps señala que también examinó evidencia forense relativa al caso de Jack el Destripador, indicando allí sus conclusiones al respecto.